# 唐朝与新罗的战争
唐與新羅的戰爭，（韓語：나당 전쟁（羅唐戰爭）），发生于670年—676年。668年，唐朝與新罗聯軍共同征服高句丽和百济。但仅两年过去，两国便爆发新的战争，历经6年，最终以双方通过交涉达成妥协而告终。此戰後，新罗获得朝鲜半岛大同江以南地区，朝鮮历史上的统一新罗时代自此开始，而唐朝的军事目标则從朝鲜半岛转移至吐蕃。。

## 背景
7世纪初，新罗从百济攻占到在550年之前被高句丽占领的汉江流域后，疆域抵达黄海。新罗开始与唐朝结盟共同对付百济和高句丽。660年新罗联合唐朝攻灭百济，668年又攻灭长期统治朝鲜半岛北部的高句丽。灭亡高句丽后，唐朝在朝鲜半岛设置安东都护府作为统治机构，并最终导致唐罗战争。

## 战争经过

### 安舜反唐
为防止唐朝完全統治朝鲜半岛，新罗文武王联合並扶植了朝鲜半岛上的原高句丽和百济的反唐势力一起攻打唐朝。另外，新罗将军薛烏儒和高句丽将军高延武一起率领军队攻打辽东。670年，原高句丽将领剑牟岑扶植高句丽王室安舜在百济故地建立起高句丽复兴政权。唐朝对此则派高侃率兵进行镇压。安舜与剑牟岑失败后，发生分歧，剑牟岑被安舜下令处死。安舜南逃后，被新罗文武王接纳，封安舜为高句丽王，在今韩国益山市建立了报德国（674年改封报德王）。这件事唐朝和新罗的同盟关系开始破裂。

### 新罗战熊津
与此同时，新罗开始派兵攻打唐在百济的驻军。671年，新罗軍攻佔在原百济国都泗沘，佔領唐朝的熊津都督府（扶余隆为都督，但滞留唐朝本土不敢回故鄉），建立所夫里州，控制了前百济的全部领地。此外，向黃海進發的唐軍也被新羅海軍殲滅。到上元元年（674年），新罗已经从唐朝手中夺得原百济的大部分领土。但此时，新罗军主要与熊津都督府的百济人交战，而唐军主要与反唐的高句丽人交战。

### 全面战争
之前只是唐朝與新羅支持的高句麗復興勢力作戰，並沒有和多年的盟國-新羅宣戰。上元元年（674年），唐高宗與新羅文武王徹底決裂，扶植文武王的弟弟金仁問為新羅君主，並派劉仁軌領兵攻打新羅。在對吐蕃的大非川之戰戰敗後一度除名的唐朝名將薛仁貴被唐高宗任命為為雞林道總管，負責羈縻熊津都督府，上元二年（675年）二月劉仁軌揮軍渡瓠盧河（在今韓國慶州西），之後劉仁軌在阿達城之戰、七重城（今韓國金城北）之戰大敗新羅軍後，金法敏為保持既得利益，避免覆滅厄運，即已派使入唐謝罪。
675年，李谨行率领投靠唐朝的靺鞨人攻打新罗石岘城、赤木城、买肖城（今韩国仁川附近）三战皆捷。《三国史记》记载石岘城、赤木城之战唐军大胜，买肖城之战朝鮮記載為20万唐军被金元述击败（中國史書記載為四萬），新罗军缴获战马三万三百八十匹，但是当时李谨行作为行军总管、安东镇抚大使，不可能拥兵20万，有三万三百八十匹战马。而據資治通鑑記載，李谨行“三戰皆捷”，文武王只好遣使請罪。高宗於是召回金仁問。

### 唐罗和解
经过多年的战争，新罗已经比较疲惫了。在刘仁轨主力回国的情况下，新罗以全国之力，仍不能彻底击退李谨行和薛仁贵的留守唐军。金法敏可能已经意识到通过战争无法使唐军退出朝鲜半岛，因此，在买肖城之战后，派出使者，向唐朝进贡并且谢罪。 
而唐朝也意识到，用偏师经略的办法是不能制服新罗的，而唐朝当时的战略重心已经转移到了西线，吐蕃成为其主要对手，刘仁轨、薛仁贵、李谨行等东征主帅全部调到西部防备吐蕃。唐朝很难再派出主力大军东讨新罗。因此，面对新罗的谢罪请求，唐朝自然也乐于接受。据《资治通鉴》记载，“新罗乃遣使入贡，且谢罪，上赦之，复新罗王法敏官爵。金仁问中道而还，改封临海郡公。”唐朝承认了新罗“多取百济故地，遂抵高句丽南境为州郡”的事实。高宗皇帝以这种方式，宣告了战争的结束，重新接纳新罗为大唐的藩属国。

### 新罗统一朝鲜半岛大同江以南地区
至此，唐与新罗大规模的战争结束了，但是，武装冲突并未就此终结，676年，薛仁贵领兵渡过黄海支援熊津都督府，与新罗在所夫里州伎伐浦交锋，唐军敗北，據新羅方面史料記載，唐軍被斩首4000余级。朝鲜半岛的局势依然比较紧张。报德国不久后被新罗吞併；唐朝方面，安东都护府从平壤迁至辽东故城，熊津都督府被从泗沘迁至建安故城（今辽宁营口）。扶余隆和高宝藏在半岛建立唐朝羁縻都督府的计划也落空。高句丽和百济王族通过唐朝或新罗的力量复国的预想彻底失败。685年，新罗“始备九州”，获得了大同江以南的朝鲜半岛。735年，唐朝承认了新罗对朝鲜半岛大同江以南领土的控制。新罗统一大同江以南地区被认为是朝鲜半岛历史上重要的转折点。

## 后续
戰爭結束後，大同江以南地区被新罗控制。辽东半岛成为高句丽遗民的羁縻地——安东都督府，一部分学者依据《新唐书》记载的“明年，以藏子德武为安东都督，后稍自国。至元和末，遣使者献乐工云”认为安东都督府于705年撤销100余年后发展成小高句丽。但此说法很有争议。
唐與新羅的戰爭为后来朝鲜半岛的统一打下基础。战争结束后，新罗与唐朝双方睦邻友好。公元993年高丽在通过与契丹的战争之后，终于基本统一了朝鲜半岛地区。